# Heidsieck & Co Monopole
Heidsieck & Co Monopole is een in 1785 door Florens-Louis Heidsieck opgericht champagnehuis dat in de Franse stad Épernay is gevestigd. Het bedrijf is eigendom van Vranken dat ook Pommery en Demoiselle bezit. Ondanks de vestiging in Épernay is Heidsieck qua stijl een typisch pinot noir-huis. De blauwe druif overheerst in de assemblages van de champagnes van Heidsieck & Co Monopole.
Er zijn drie champagnehuizen die de naam Heidsieck dragen. In 1785 heeft Florenz-Louis Heidsieck het champagnehuis Champagne Heidsieck opgericht. Dat werd al snel Heidsieck & Co. Na het overlijden van Charles Heidsieck in 1828 werd de firma door twee neven voortgezet. De ene neef vestigde zich als Heidsieck & Co. Monopole en de ander als Heidsieck, een naam die al snel in Piper Heidsieck veranderde. Uit Piper Heidsieck ontstond in 1852 Champagne Charles Heidsieck. Dat was een samenwerking van de zwagers Charles-Camille Heidsieck en Ernest Henriot.

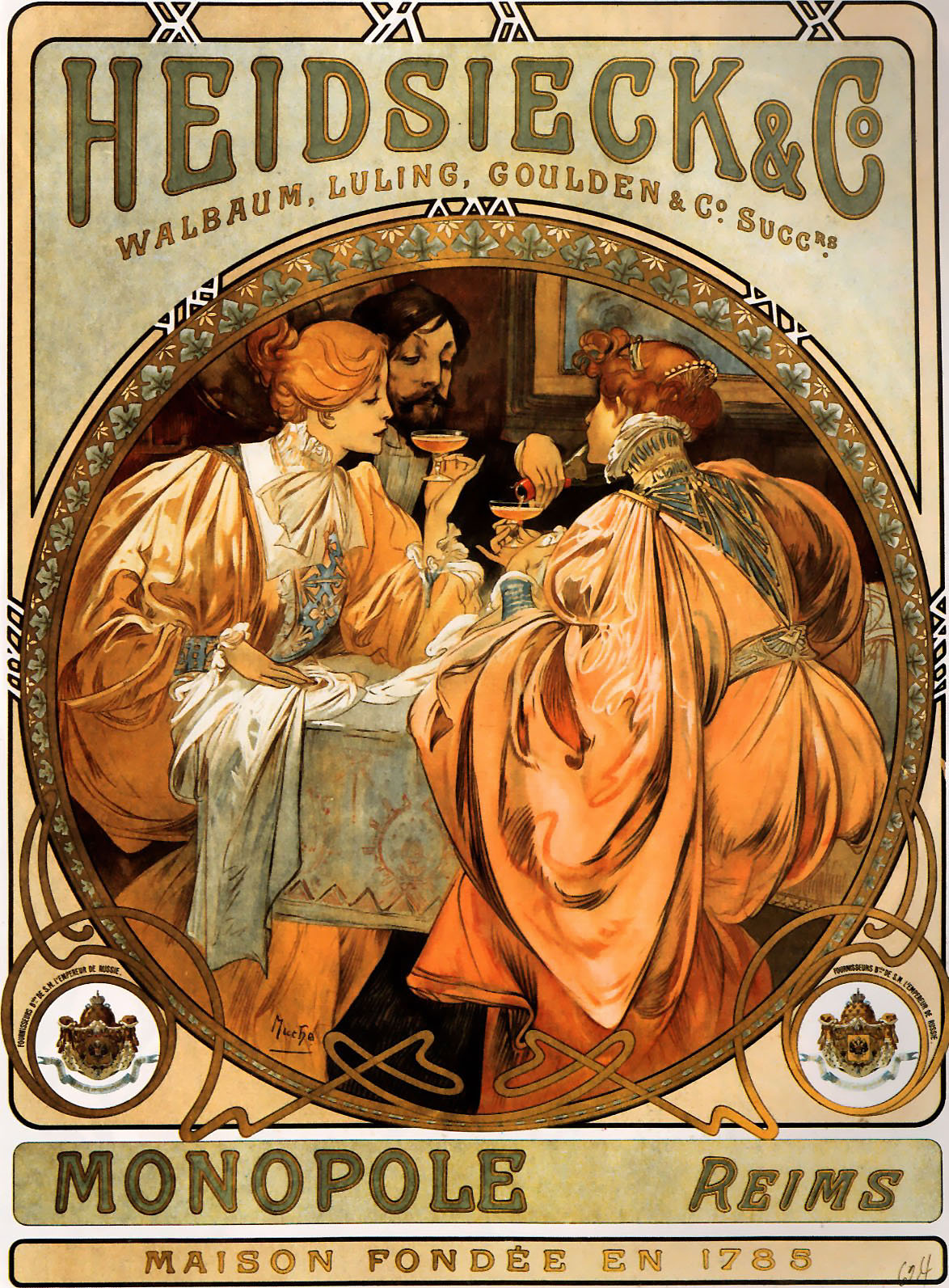
Advertentie in “slaoliestijl” uit 1901 naar een ontwerp van Alfons Mucha.

Heidsieck & Co Monopole maakt vier champagnes:
- De Blue Top is een assemblage van 70 % pinot noir , 20% chardonnay en 10% pinot meunier. Deze Brut Sans Année is het visitekaartje en de meest verkochte champagne van het huis.
- De Blue Top Premiers Crus werd uit 60% pinot noir en 40% chardonnay uit de premier cru-gemeenten van de Champagne geassembleerd.
- De Extra Dry is ook geassembleerd met 70% pinot noir, 20% chardonnay, 10% pinot meunier maar kreeg is de dosage van de liqueur d’expédition minder suiker.
- De Gold Top Millesime 2000 geassembleerd met 35% pinot noir, 35% chardonnay, 30% Pinot meunier. Deze cuvée de prestige is de beste champagne van het huis.